# ラバー・サーダヌ
ラバー・サーダヌ（Rabah Saâdane、1946年5月3日 - ）は、アルジェリアの元サッカー選手。ポジションはディフェンダー。

## 経歴
複数回にわたって、アルジェリア代表監督を務めた。アルジェリアにとって2大会連続2度目の出場となった1986 FIFAワールドカップで指揮を執ったが、1分2敗でグループリーグ敗退となった。2010 FIFAワールドカップ・アフリカ予選では1986年大会以来、24年ぶりとなるFIFAワールドカップ出場権を勝ち取った。大会では再び1分2敗でグループステージ敗退となった。